# Savigny-le-Temple
Savigny-le-Temple – miejscowość i gmina we Francji, w regionie Île-de-France, w departamencie Sekwana i Marna.
Według danych na rok 1990 gminę zamieszkiwało 18 520 osób, a gęstość zaludnienia wynosiła 1547 osób/km² (wśród 1287 gmin regionu Île-de-France Savigny-le-Temple plasuje się na 161. miejscu pod względem liczby ludności, natomiast pod względem powierzchni na miejscu 282.).